# Dawn McEwen
Dawn McEwen (* 3. Juli 1980 in Ottawa, Kanada als Dawn Askin) ist eine kanadische Curlerin. Sie spielt momentan auf der Position des Lead und ist Mitglied des St. Vital CC. 

## Karriere
Bei der Weltmeisterschaft 2008 in Vernon gewann McEwen mit ihrem Team die Goldmedaille. Die Round Robin hatte das Team als Zweiter abgeschlossen. Das Page-Playoff-Spiel verlor man gegen China mit Skip Wang Bingyu mit 5:7, dagegen gewann man das Halbfinale gegen Japan mit 9:8. Im Finale gegen China gewann das Team 7:4
Bei der Weltmeisterschaft 2009 belegte sie den vierten Platz.
McEwen gewann am 28. März 2010 mit dem kanadischen Team um Skip Jennifer Jones die Bronzemedaille bei der Weltmeisterschaft. Im kanadischen Swift Current besiegte die Mannschaft im Spiel um den 3. Platz das Team Schweden um Skip Cecilia Östlund mit 9:6 Steinen.
Bei den Olympischen Winterspielen 2014 errang McEwen mit dem Team um Jennifer Jones die Goldmedaille.
Bei der Weltmeisterschaft 2015 in Sapporo zog sie mit dem von Jennifer Jones geleiteten Team in das Finale ein, verlor dort aber 3:5 gegen das Schweizer Team um Skip Alina Pätz.
Bei der Weltmeisterschaft 2018 im kanadischen North Bay wurde sie mit dem kanadischen Team um Jennifer Jones Weltmeisterin. Die Kanadierinnen blieben in der Round Robin ungeschlagen, besiegten im Halbfinale das US-amerikanische Team um Jamie Sinclair und schlugen im Finale Schweden mit Skip Anna Hasselborg mit 7:6 im Zusatzend. 
McEwen hat mehrfach an den kanadischen Damenmeisterschaften Tournament of Hearts teilgenommen. 2008, 2009, 2010, 2015 und 2018 gewann sie mit dem Team der Provinz Manitoba die Goldmedaille, 2011 und 2013 die Silbermedaille und 2012 und 2016 die Bronzemedaille. Eine weitere Silbermedaille gewann sie 2005 mit dem Team der Provinz Ontario.

## Aktuelle Teammitglieder
- Jennifer Jones (Skip)
- Kaitlyn Lawes (Third)
- Jill Officer (Second)
- Shannon Birchard (Alternate)

## Erfolge
- 1. Platz Weltmeisterschaft 2008
- 3. Platz Weltmeisterschaft 2010
- 1. Platz Olympische Winterspiele 2014
- 2. Platz Weltmeisterschaft 2015
- 1. Platz Weltmeisterschaft 2018